# Izonikotinska kiselina
Izonikotinska kiselina je organsko jedinjenje sa karboksilnom grupom na piridinskom prstenu. Ona je izomer nikotinske kiseline – karboksilna grupa izonikotinske kiseline je na poziciji 4 umesto 3.

## Derivati
Izonikotinske kiseline je termini koji se koristi za derivate izonikotinske kiseline. Primeri jedinjenje iz ove grupe su:
- Etionamid
- Iproniazid
- Izoniazid
- Nialamid

- Iproniazid
- Nialamid

## Spoljašnje veze
- Isonicotinic+Acids на 